# Cyrtostylis
Cyrtostylis – rodzaj roślin z rodziny storczykowatych (Orchidaceae). Obejmuje 6 gatunków występujących na Nowej Zelandii i w australijskich stanach - Nowa Południowa Walia, Queensland, Australia Południowa, Tasmania, Wiktoria, Australia Zachodnia.

## Systematyka
Rodzaj sklasyfikowany do podplemienia Acianthinae w plemieniu Diurideae, podrodzina storczykowe (Orchidoideae), rodzina storczykowate (Orchidaceae), rząd szparagowce (Asparagales) w obrębie roślin jednoliściennych.
Wykaz gatunków
- Cyrtostylis huegelii Endl.
- Cyrtostylis oblonga Hook.f.
- Cyrtostylis reniformis R.Br.
- Cyrtostylis robusta D.L.Jones & M.A.Clem.
- Cyrtostylis rotundifolia Hook.f.
- Cyrtostylis tenuissima (Nicholls & Goadby) D.L.Jones & M.A.Clem.